# Angle sòlid

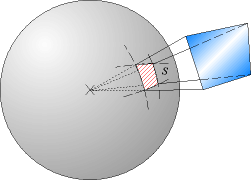
Per calcular l'angle sòlid d'un superfície, es projecta l'objecte sobre una esfera de radi conegut.

L'angle sòlid és l'angle espacial que abasta un objecte vist des d'un punt donat, que es correspon amb la zona de l'espai limitada per una superfície cònica. Mesura la mida aparent d'aquest objecte.
La unitat de l'angle sòlid al SI és l'estereoradiant, el símbol del qual és  sr . És l'àrea del casquet esfèric, en una esfera de radi unitat, cobert per un con el vèrtex és al centre de l'esfera. És una magnitud adimensional que es representa amb la lletra grega Ω.
Per calcular l'angle sòlid sota el qual es veu un objecte des d'un punt, es projecta l'objecte sobre una esfera de radi {\displaystyle \scriptstyle {R}} conegut, centrada en el punt de vista. Si la superfície de la projecció de l'objecte sobre l'esfera és {\displaystyle \scriptstyle {S}}, l'angle sòlid sota el qual es veu l'objecte és, per definició:

(left){\displaystyle \Omega ={S \over R^{2}}\,}

## Expressions diferencial i integral

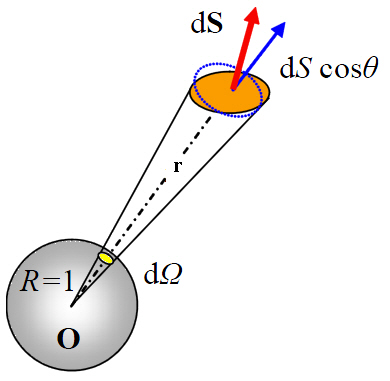
Angle sòlid

Considerem una superfície d  S , com es mostra a la Figura, i unim tots els punts del seu contorn amb un punt O. D'aquesta manera obtindrem una superfície cònica, de vèrtex a O, que delimitarà una àrea {\displaystyle \scriptstyle \Omega \,} sobre la superfície d'una esfera de radi unitat i centrada en O. Aquesta àrea constitueix una mesura d'angle sòlid sota el qual es veu la superfície d  S  des del punt O.
Es defineix l'angle sòlid sota el qual es veu una superfície des del punt O com l'àrea de la projecció cònica d'aquesta superfície sobre una esfera de radi unitat centrada en O.
La unitat d'angle sòlid és l'estereoradiant (sr), definit com l'angle sòlid que tenint el seu vèrtex en el centre d'una esfera, delimita una àrea en la superfície de la mateixa igual a la d'un quadrat els costats siguin iguals a la longitud del radi.
Per conveni, es diu que l'angle sòlid és positiu si des del punt O es veu la cara negativa (còncava) de la superfície. L'angle sòlid serà negatiu si des de O es veu la cara positiva (convexa) de la superfície. D'acord amb les definicions anteriors, és fàcil comprendre que l'angle sòlid sota el qual es veu una superfície tancada des d'un punt O situat a l'interior de la mateixa val {\displaystyle \scriptstyle +4\pi \,} sr. Això és així perquè tota la superfície de l'esfera de radi unitat, l'àrea és {\displaystyle \scriptstyle +4\pi \,}, quedarà recoberta en projectar a sobre la superfície tancada que l'envolta.
En canvi, l'angle sòlid sota el qual es veu una superfície tancada des d'un punt O exterior a la mateixa és nul. Això és així perquè des de O veiem la cara positiva (convexa) de la superfície tancada sota un angle sòlid que designarem per {\displaystyle \scriptstyle -\Omega \,}. Immediatament darrere veiem la cara negativa (còncava) de la superfície, sota el mateix angle sòlid, en valor absolut, que designarem per {\displaystyle \scriptstyle +\Omega \,}. Òbviament, resulta que {\displaystyle \scriptstyle \Omega _{t}=-\Omega +\Omega \,=0}.
Busquem ara l'expressió de l'element d'angle sòlid {\displaystyle \scriptstyle \Omega \,} sota el qual es veu un element de superfície dS des d'un punt O, com es mostra a la figura. El producte escalar {\displaystyle \scriptstyle \mathbf {e} _{r}\cdot \mathbf {S} =dS\cos \theta } representa la projecció del vector d  S  en la direcció radial  e  r  procedent d'O i que passa pel "centre" de l'element de superfície. Dit d'una altra manera, {\displaystyle \scriptstyle \mathbf {e} _{r}\cdot d\mathbf {S} } és la projecció de l'element d'àrea d  S  sobre un pla perpendicular a la direcció de  e  r . Ara, una simple relació de semblança ens permet escriure:

(left){\displaystyle d\Omega ={\mathbf {e} _{r}\cdot \mathbf {d} S \over r^{2}}\,}

que constitueix l'expressió matemàtica de l'angle sòlid elemental. Aleshores, l'angle sòlid sota el qual es veu una superfície finita S des del punt O serà

(left){\displaystyle \Omega =\int _{S}{\mathbf {e} _{r}\cdot \mathbf {d} S \over r^{2}}\,}

## Exemples

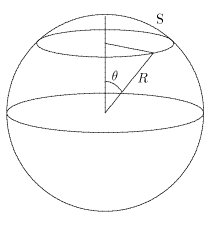
Casquet esfèric amb angle aparent.

L'angle sòlid sota el qual es veu un objecte depèn tant de les dimensions de l'objecte com de la distància a la qual es troba l'observador. Així, l'angle sòlid sota el qual es veu una moneda d'un cèntim d'un euro a 1,80 m, la Lluna o el Sol, és molt semblant ({\displaystyle \scriptstyle {\simeq 6\,10^{-5}}} sr) tot i l'enorme diferència de dimensions.
Un full de paper normalitzat A4 (210 mm x 297 mm), vista des d'un punt centrat situat a 216 mm de la fulla es veu sota un angle sòlid d'1 sr, aproximadament.
L'angle sòlid sota el qual es veu un casquet esfèric si el diàmetre abasta un angle {\displaystyle \scriptstyle {2\theta }}, vist des del centre de l'esfera, és

{\displaystyle \Omega =2\pi (1-\cos \theta )\,}

Des d'un diedre rectangle es veu sota un angle sòlid de {\displaystyle \scriptstyle {\pi }} sr (una cantonada interior d'una habitació).
Des d'un triedre rectangle es veu sota un angle sòlid de {\displaystyle \scriptstyle {\pi  \over 2}} sr (una habitació vista del vèrtex del triedre format per un cantó i el sostre).
La volta celest abasta mig univers, és a dir, un angle sòlid {\displaystyle \scriptstyle {2\pi }} sr.
Des de qualsevol punt en l'espai, l'univers ocupa un angle sòlid de {\displaystyle \scriptstyle {4\pi }} sr.